# Nonnen, Gold und Gin
Nonnen, Gold und Gin (Originaltitel: Sette monache a Kansas City) ist eine Italowestern-Komödie von Marcello Zeani aus dem Jahr 1973.

## Handlung
Die beiden alten Landstreicher „Gin“ und „Whiskey Joe“ können ihr Glück nicht fassen, als sie mit ihrem klapprigen Gefährt umkippen und dabei ein mit Gold gefülltes Flussbett finden; sie lassen den Schatz zurück und fertigen eine Karte an, die in zwei Hälften geteilt wird. Wenig später verliert Whiskey Joe durch ein weiteres Missgeschick seinen Teil der Karte und auch sein Leben, derweil sich der schwergewichtigen Gauner Bart des Planes bemächtigt. Dieser verdächtigt auf der Suche nach dem Gegenstück zunächst die beiden in Kansas City gestrandeten Homosexuellen Dave und Bob, zieht dadurch freilich die Neugier eines anderen Bandenanführers namens Merrison auf sich bzw. das auffällig gekleidete Männer-Pärchen. Schließlich führt die Jagd in ein Frauenkloster und hin zu einer Schießerei, bis die – vom Prinzip her gar nicht nötige, weil Gin ja die Fundstätte kennt – andere Zeichnung im Lauf einer Schrotflinte entdeckt wird. Daraufhin ordnet Mutter Oberin an, dass nach Deponierung des Goldes im Kloster auch Gin dort verbleibt und die zahlreichen Esel versorgt; die von dem Fund gar nichts wissen wollenden Dave und Bob hingegen werden von der Tanzgruppen-Leiterin Jessica in ihr Ensemble aufgenommen.

## Kritiken
„Unglaublich miserable Westernkomödie von Marcello Zeani, auf die man unbedingt verzichten sollte.“

„Trashige, hemmungslos alberne Westernkomödie.“

## Hintergrund
Der Film erhielt nur äußerst begrenzte Distribution und blieb weitgehend unbemerkt; es existiert auch kein Eintrag im Archivio del Cinema Italiano. Erste Ausstrahlung in Deutschland war am 17. Dezember 2005 auf Tele 5.
Der Regisseur dieser Komödie zeichnete ein Jahr später für einen völlig anders gearteten Film verantwortlich, das Jugenddrama A pugni nudi. Weitere Filme drehte Zeani nicht.